# Marie Gisèle Nkom
 (mai 2025).
Motif : Absence des sources secondaires centrées d'envergure nationale montrant une notoriété pérenne. NB : Le Progrès (Lyon) est un quotidien régional.
- Archive Wikiwix
- Bing
- Cairn
- DuckDuckGo
- E. Universalis
- Gallica
- Google
- G. Books
- G. News
- G. Scholar
- Persée
- Qwant
- (zh) Baidu
- (ru) Yandex
- (wd) trouver des œuvres sur Wikidata

| 1. | Préciser le motif de la pose du bandeau. | Précisez le motif de la pose du bandeau en utilisant la syntaxe suivante : {{admissibilité à vérifier\|date=juillet 2025\|motif=remplacez ce texte par le motif}}                      |
| 2. | Informer les utilisateurs concernés.     | Pensez à avertir le créateur de l'article, par exemple, en insérant le code ci-dessous sur sa page de discussion : {{subst:avertissement admissibilité à vérifier\|Marie Gisèle Nkom}} |

Marie Gisèle Nkom, née le 21 mai 1971  à Bagbezé, est romancière camerounaise. Elle est auteure de 4 romans.

## Biographie
Marie Gisèle Nkom est née le 21 mai 1971 dans le village Bagbezé dans le département du Haut-Nyong et la région de l'Est au Cameroun. Son père est originaire du Nkam et sa mère est originaire de la région de l'Est . 
Après l'obtention de son baccalauréat en 1991, elle s'inscrit à l'université où elle obtient une licence de lettres françaises. Plus tard, elle quitte le Cameroun pour la France où elle poursuit ses études en France dans le domaine de la littérature française. Elle obtient une maîtrise de littérature Française en 2001 à l'Université de Lyon II.  Après la fin de ses études, elle travaille comme gestionnaire financière à l'Université de Lyon.
En 2003, Marie Gisèle Nkom publie son premier roman intitulé L'océan est une femme. Son second roman est intitulé les passerelles célestes publié en 2011.  En 2018, elle publie La révolte muette en 2018 suivi en 2023 de Tous les singes ne sont pas noirs.